# Tomás Monje Gutiérrez
Tomás Monje Gutiérrez est un homme d'État bolivien né le 21 décembre 1884 à Coroico et mort le 1er juillet 1954 à La Paz. Il est président de la Bolivie d'août 1946 à mars 1947.